# Fundación Rewilding Argentina
La Fundación Rewilding Argentina es una organización no gubernamental, cuyo objetivo es revertir la crisis de extinción de diversas especies en peligro dentro de la República Argentina. En asociación con Tompkins Conservation y otras organizaciones ambientales y filántropos, el trabajo de la fundación incluye la adquisición y donación de tierras para la creación de parques nacionales, y la reintroducción de especies nativas ya extintas en la región. Estas acciones, conocidas como resilvestración o reasilvestramiento, se basan en la reintroducción de especies clave, que permitirían restablecer el equilibrio en ecosistemas empobrecidos. Además, la Fundación trabaja con las comunidades locales, a fin de desarrollar actividades económicas relacionadas con el turismo de naturaleza, basado en la observación de la fauna que regresa.

## Sobre Rewilding Argentina

### Rewilding
Rewilding o resilvestración es una estrategia de restauración ecológica. Por medio de la reintroducción de ejemplares de especies claves nativas, perdidas en ciertas regiones pero presentes en otras, busca recuperar la integridad ecológica de los ecosistemas naturales de la región. Esta estrategia suele llevarse adelante en áreas protegidas que perdieron parte de su diversidad. 
Es importante destacar que las especies reintroducidas a áreas protegidas no necesariamente deben ser especies en peligro de extinción en el mundo; el objetivo es reintroducir especies que hayan desaparecido en una región donde se haya perdido su rol ecológico.

### Historia
Los orígenes de Rewilding Argentina se remontan a 1997, cuando los conservacionistas Doug y Kris Tompkins, a través de la organización The Conservation Land Trust (CLT), comenzaron a adquirir tierras en la provincia de Corrientes con el fin de contribuir a la protección y restauración ecológica de los Esteros del Iberá. En el año 2010 junto a su equipo multidisciplinario conformado mayormente por argentinos, crean la fundación Flora y Fauna Argentina para poder hacer efectiva la donación de tierras al Estado Nacional de acuerdo con las leyes de Argentina. Desde 2016 la fundación fue cediendo estas tierras en un proceso gradual al Estado Nacional, a la par que impulsó en el gobierno provincial de Corrientes la protección de tierras fiscales que hoy conforman el Parque Provincial Iberá.
Entre las tierras recuperadas por la fundación se encuentran aquellas que dieron origen al Parque Nacional Monte León en la provincia de Santa Cruz, Argentina, donadas en 2004; tierras que incrementaron la superficie del Parque Nacional Perito Moreno en 2014 en la misma provincia; tierras que posibilitaron la creación de los Parques Nacionales El impenetrable, provincia del Chaco, Argentina en 2014 y Patagonia, en la provincia de Santa Cruz, en 2015; tierras sobre las que se creó el Parque Nacional Aconquija en la provincia de Tucumán, Argentina, en 2018; tierras que dieron origen al Parque Nacional Iberá en la provincia de Corrientes, en 2018; finalmente, tierras que posibilitaron la creación del Parque Provincial Cueva de las Manos en la provincia de Santa Cruz, en 2019.
Desde 2020, la fundación Flora y Fauna Argentina fue renombrada como Fundación Rewilding Argentina, con el fin de visibilizar su actividad principal de restauración ecológica. La fundación está conformada por el mismo equipo que constituyó The Conservation Land Trust y Fundación Flora y Fauna Argentina.

### Equipo de trabajo
La Fundación Rewilding Argentina actúa bajo un equipo de dirección, y varios equipos de trabajo multidisciplinarios. Estos equipos se encuentran instalados en los parques y territorios de trabajo, lo que permite conocer los ecosistemas en profundidad para poder actuar de manera efectiva y rápida. Además de biólogos, veterinarios, guardaparques y activistas, cada equipo de trabajo cuenta con coordinadores de distintas disciplinas asociadas a la construcción de infraestructura de uso público en los parques, la rehabilitación, cuidado, entrenamiento y liberación de animales, la coordinación de actividades con las comunidades de la zona y la comunicación.

## Áreas de trabajo

### Parques en Argentina
El trabajo llevado adelante por la Fundación se nuclea en el marco de varios Parques y arreas protegidas de la Argentina. En el Gran Parque Iberá se realizan gran cantidad de actividades, notablemente la resilvestración y reintroducción de especies claves.

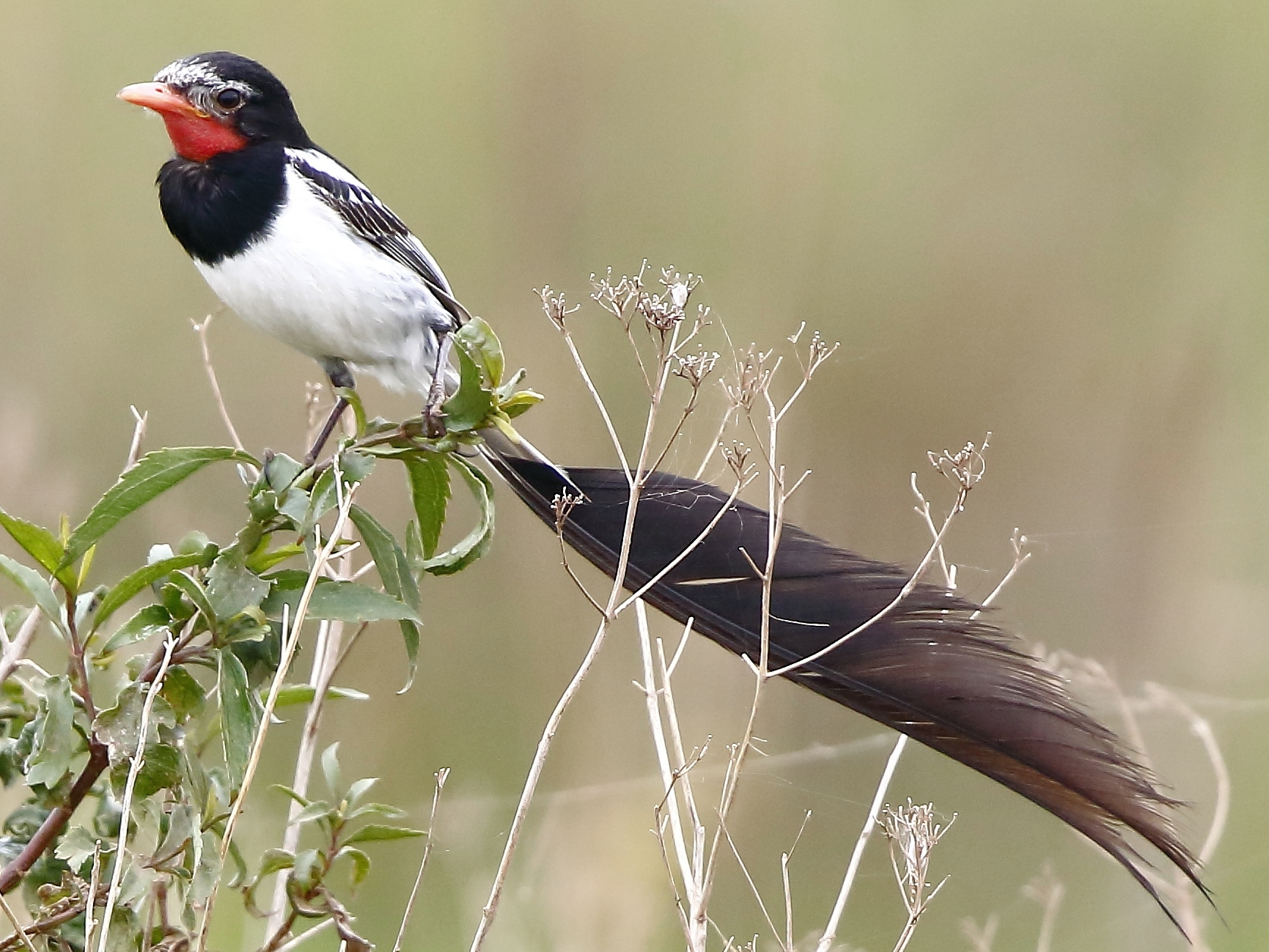
Yetapá de collar. En el Gran Parque Iberá se encuentra la mayor población de esta ave en peligro de extinción.

En el Parque Nacional El Impenetrable se realizan actividades de investigación, monitoreo y capacitación, con el objetivo de ayudar a la protección de la flora y fauna presentes en el Parque. De este modo, se busca avanzar en las estrategias de protección de especies en peligro como el tapir, la tortuga yabotí y el guanaco. 
En el Parque Nacional Patagonia el equipo de trabajo busca conocer y estudiar la fauna originaria de la Patagonia para poder ayudar en el proceso de recuperación del ecosistema. Entre estas especies se encuentran el puma, el huemul, el cóndor andino, el choique, el chinchillón anaranjado y la gallineta austral.  
Por otro lado, también se busca ampliar la zona de protección y restauración en el Mar Argentino, bajo el Proyecto Patagonia Azul, y ampliar y conservar parques ya existentes como el Parque Nacional Aconguija, el Parque Nacional Monte León y el Parque Nacional Perito Moreno.

### Especies reintroducidas en el Gran Parque Iberá

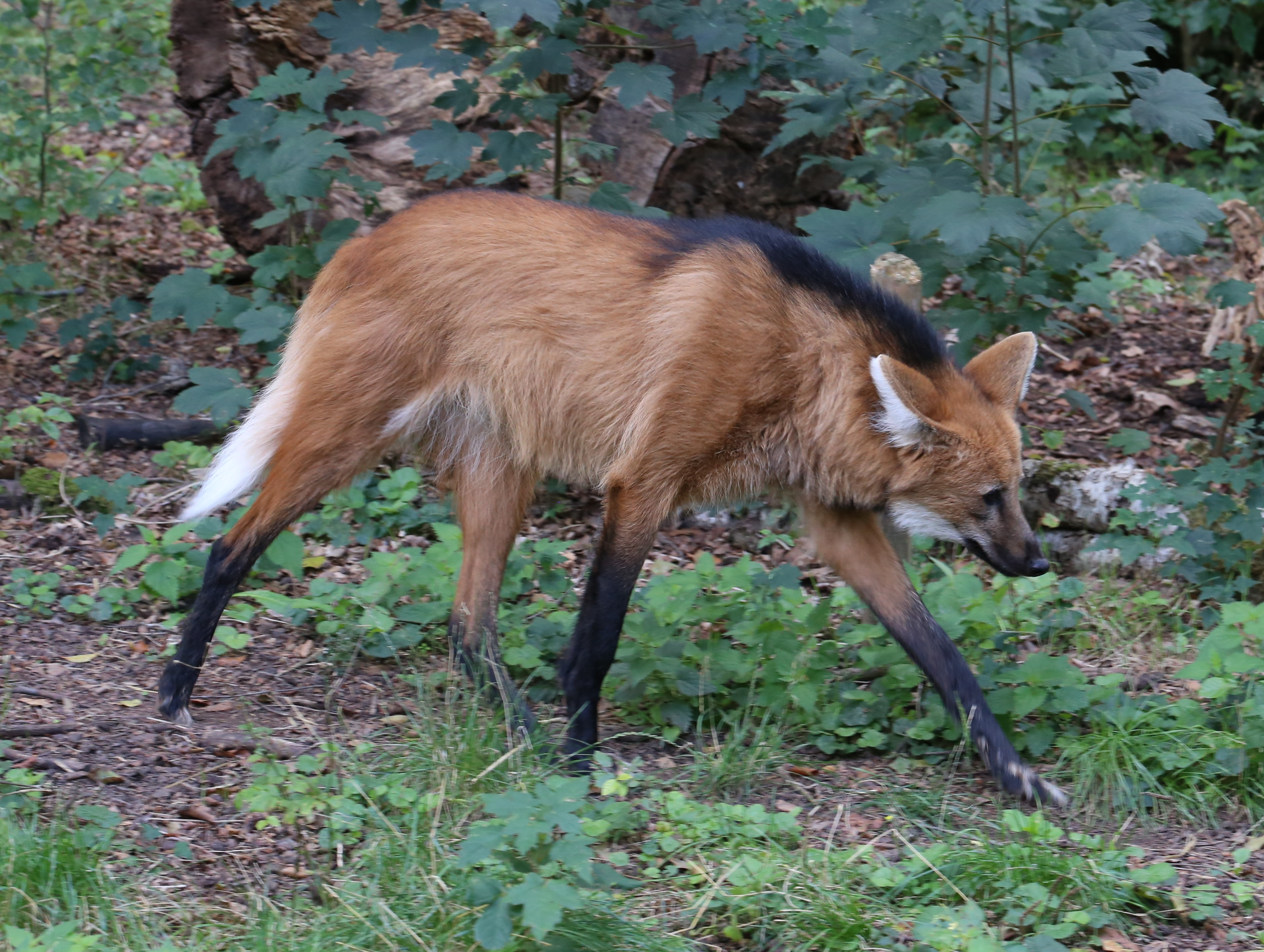
El Gran Parque Iberá es refugio del aguará guazú, el mayor de los cánidos de América del Sur.

La reintroducción de especies es una región requiere una larga y delicada planificación. Previo a la reintroducción debe estudiarse el área y determinar si presenta las características necesarias para funcionar como hábitat de la especie reintroducida y debe considerarse la posibilidad de variabilidad y compatibilidad genética entre los individuos obtenidos de distintas regiones o por distintos métodos. Cada proyecto debe ser presentado y aprobado por los entes reguladores correspondientes. 
Una vez obtenidos los primeros ejemplares, éstos deben permanecer en cuarentena para evitar la posible introducción de patógenos exóticos. Además, los ejemplares recuperados de centros de cría deben ser monitoreados para asegurar su capacidad de adaptación a la vida silvestre. 
Por otro lado, deben realizarse estudios sobre como las sociedades lindantes con -o dentro de- las arreas protegidas han de reaccionar con la reintroducción de cada especie. El objetivo no es simplemente recuperar los ecosistemas, sino generar estrategias económicas en conjunto con las comunidades que permitan mantener ese ecosistema y beneficiar a la comunidad.

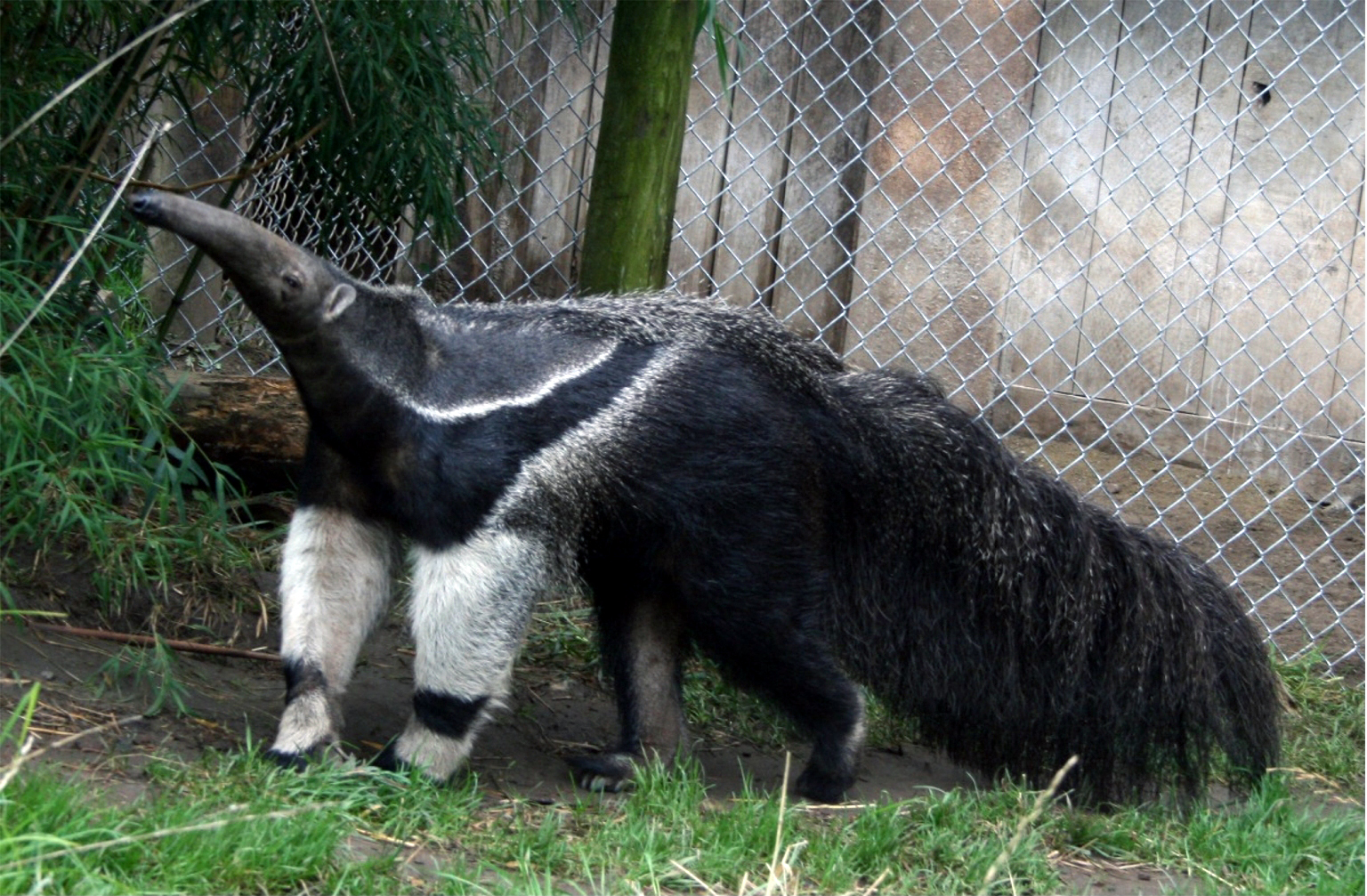
Oso hormiguero gigante. Habita la región norte de Argentina

#### Oso hormiguero gigante
El oso hormiguero fue el pionero a la hora de reintroducir especies en el Parque Iberá en 2007. Yvoty Porá -flor linda en guaraní- fue la primera embajadora de la fundación. Esta osa hormiguera fue dejada huérfana por el tráfico de fauna y creció en el patio de una familia en Jujuy. Al haber crecido socializada, podría no haber sido la candidata ideal, sin embargo, tras ser liberada, demostró gran capacidad de adaptación y tuvo 7 crías nacidas en el Iberá.
En la actualidad, cientos de osos viven en los núcleos poblacionales del parque.

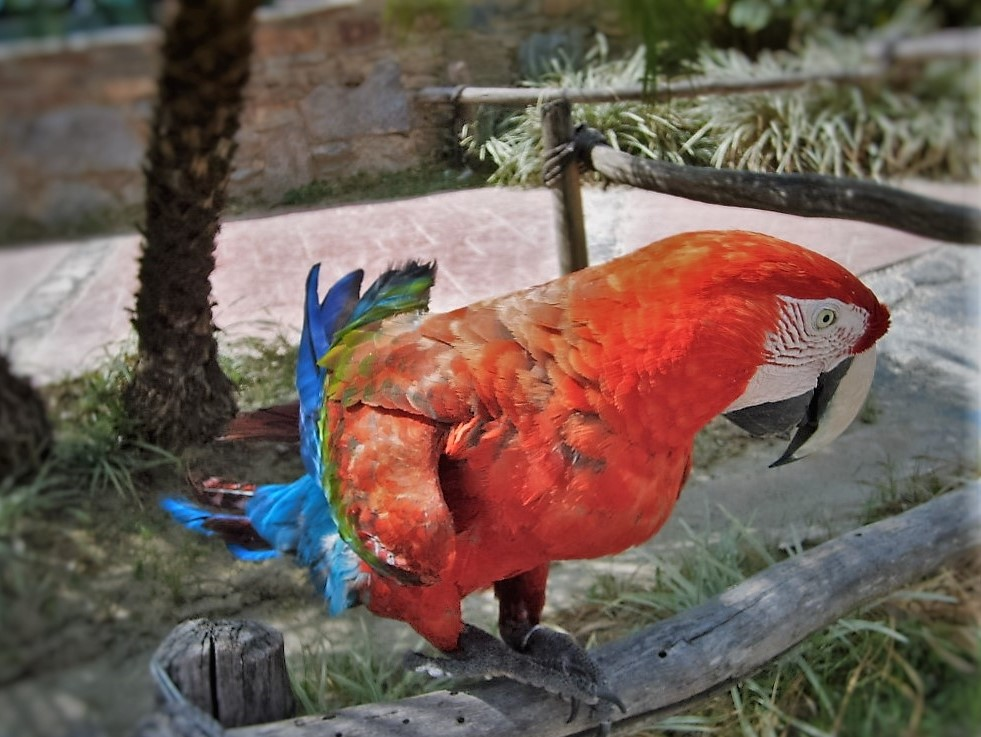
Guacamayo Rojo. Ave sudamericana de la familia de los loros

#### Guacamayo rojo
El guacamayo rojo, extinto durante más de 100 años en la Argentina, fue reintroducido en 2015. Los primeros ejemplares provinieron de parques ecológicos y centros de cría de todo el país, y en 2020 nacieron tres pichones, los primeros en nacer en libertad en los Esteros del Iberá. El guacamayo rojo cumple una función de creador de bosques, al ser un ave consumidora de frutos y semillas. Además, al ser una especie reconocida, actúa como embajador y herramienta de protección de otras especies menos vistosas pero igual de importantes.

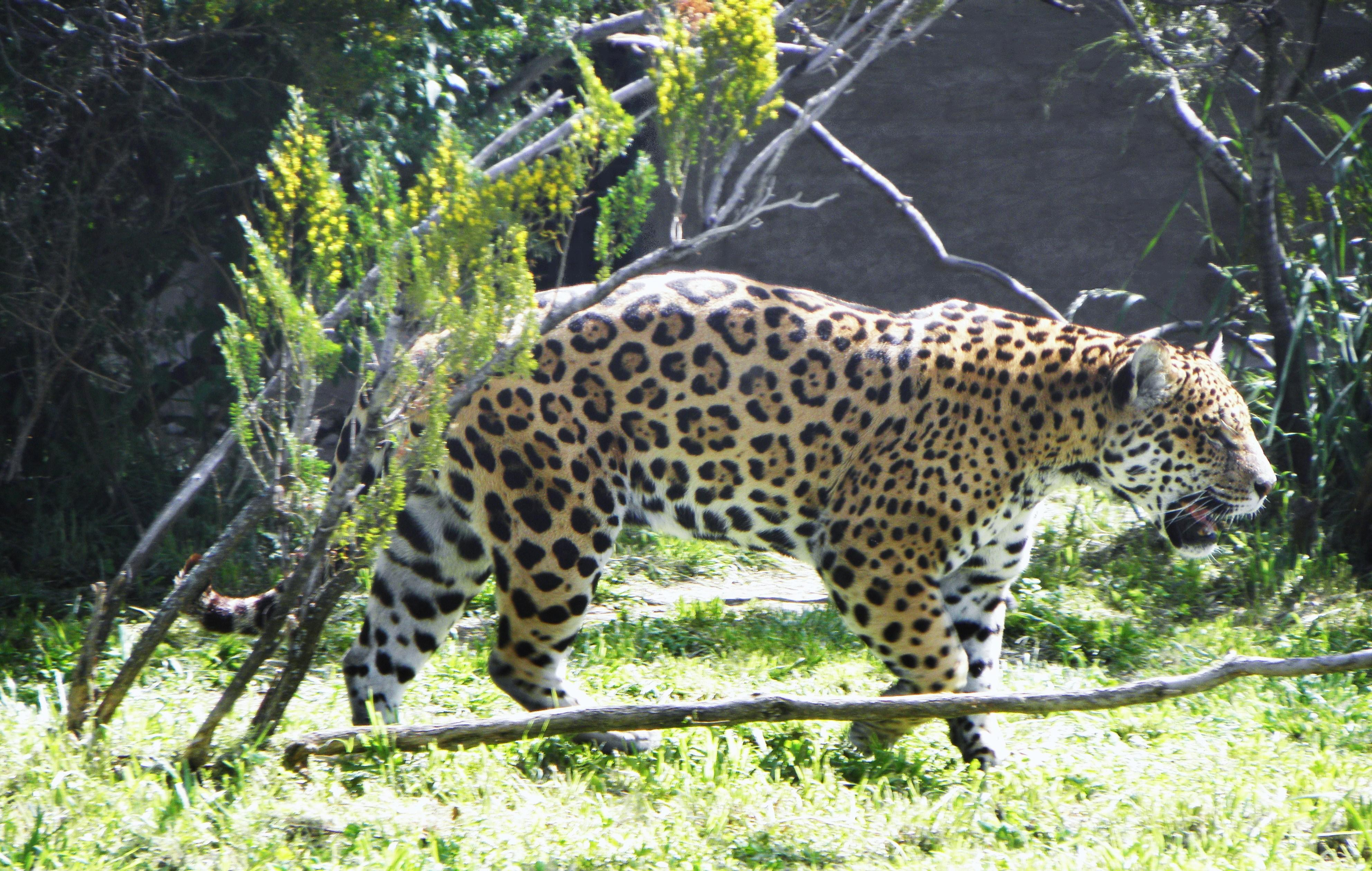
Yaguareté. Hoy en día sólo quedan algunas poblaciones aisladas en el norte de Argentina, Bolivia y Paraguay.

#### Yaguareté
Luego de más de 7 décadas sin yaguaretés en los Esteros del Iberá, el 7 de enero de 2021 se liberaron los primeros ejemplares de la especie. como uno de los grandes depredadores de este ecosistema, la reintroducción del yaguareté implica, además de recuperar en si parte de la fauna nativa, un gran avance en la reconstrucción de un ecosistema funcional y autosustentable. 
En noviembre de 2022, el proyecto de reintroducción del yaguareté consiguió gran atención en diversos entornos por el apoyo brindado por el actor y ambientalista Leonardo DiCaprio.

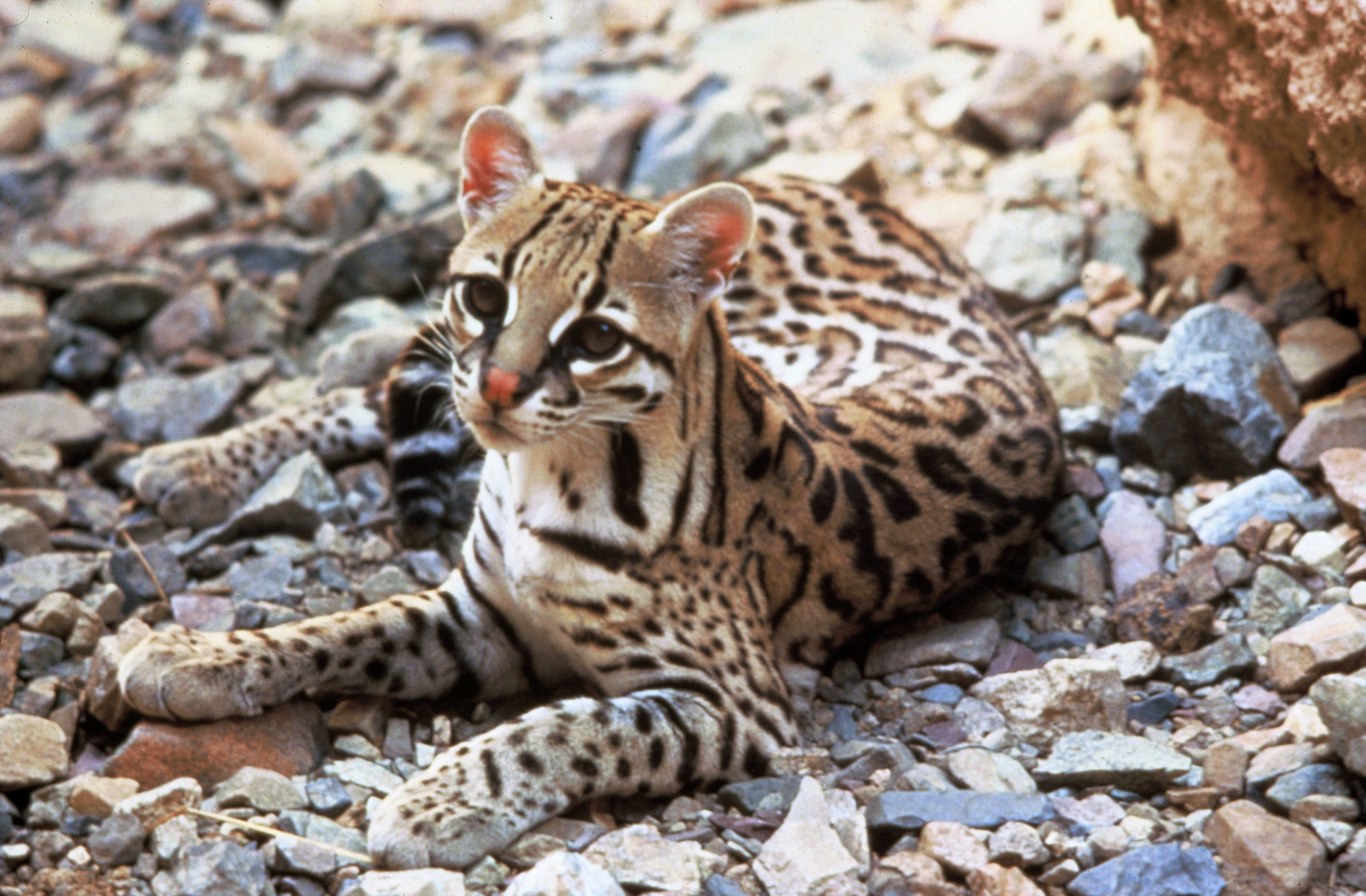
Ocelote. Conocido también como jaguarcito, manigordo, tigrillo, cunaguaro, tigrecillo

#### Ocelote
Luego de la reintroducción del yaguareté y del regreso del puma a Iberá, Rewilding Argentina busca reintroducir el tercer mayor felino del continente. A enero de 2022, un ocelote ya se encuentra en los corrales de presuelta y otros ejemplares esperan a cumplir su cuarentena para unirse a él.

### Economía regenerativa
El objetivo del reasilvestramiento como estrategia es regenerar los ecosistemas para que sean completos y funcionales, disminuyendo así la necesidad de intervención humana. Para completar esta estrategia además se trabaja bajo el modelo de "producción de naturaleza", que incluye una economía regenerativa, desarrollo local y empoderamiento de las comunidades aledañas. Regenerar los ecosistemas naturales, permite a los habitantes locales unirse al modelo de producción brindando servicios de ecoturismo como excursiones, gastronomía loca, artesanías y alojamiento. Los equipos de trabajo de Rewilding Argentina constan de integrantes que ayudan a promover los emprendimientos locales, siempre cuidando en ellos la marca territorial.
Un ejemplo del éxito de este modelo se observa en los Esteros del Iberá, donde durante 2022 recibió más de 60mil visitantes. Es importante destacar la importancia del turismo ecoturismo para el modelo de producción de naturaleza, ya que este permite aumentar la cantidad de familias locales involucradas, respetando así no solo la importancia de los Parques como lugares de cuidado de nuestra naturaleza, sino también de nuestras comunidades.

## Controversias

#### Creación de la Reserva Natural Silvestre Patagonia
La creación de la Reserva Natural Silvestre Patagonia en 2018 fue cuestionada por el estado provincial (Provincia de Santa Cruz) por la ausencia de cesión de tierras de la provincia a la Nación. La Fiscalía de Estado presentó una denuncia argumentando que la creación de la reserva era ilegal, ya que violaba su poder de policía sobre el territorio bajo su jurisdicción. La jueza federal de Caleta Olivia, Marta Yáñez, declaró inconstitucional el decreto 838/18 del entonces presidente de la Nación Argentina Mauricio Macri, argumentando que la creación de la reserva "implica una restricción considerable a la jurisdicción provincial sobre los territorios involucrados, sin haber existido una previa e insoslayable cesión por parte de la Legislatura Provincial".

#### Importación de Huemules desde Chile
La Fundación Rewilding Argentina ha sido criticada por su decisión de importar tres huemules, una especie en peligro crítico de extinción, desde Chile. Se calcula que existen no más de quinientos huemules en unos sesenta grupos, distribuidos a lo largo de 1800 km en los Andes. Las críticas argumentan que la reintroducción de especies debe realizarse solo cuando se ha eliminado la amenaza que llevó a su extinción en primer lugar, y que no está claro que esto se haya logrado en este caso. Además, han cuestionado la conveniencia de gastar recursos significativos en la reintroducción de una pequeña cantidad de individuos en un lugar donde es poco probable que la reintroducción sea exitosa. La Fundación Rewilding contestó a los cuestionamientos indicando que existen registros históricos de esta especie en ese lugar y que el ecosistema fue recuperado. Además, la Unión Internacional para la Conservación de la Naturaleza (UICN) recomienda el uso del recurso de reasilvestramiento para estos casos.

#### Construcción de un refugio en Península Mitre
Según el periódico Crítica Sur, de Tierra del Fuego, Argentina, la Fundación Rewilding Argentina y los hermanos Joaquín y Julián Azulay, conocidos como "Gauchos del Mar", fueron acusados de intentar construir un refugio sin autorización, en Península Mitre, Tierra del Fuego. La denuncia fue realizada por la Asociación Civil Península Mitre, que alega que la fundación y los hermanos Azulay intentaron construir el refugio sin la autorización del gobierno provincial. Según la Asociación Península Mitre, esta no es la primera vez que la fundación realiza acciones en la Península sin cumplir con los requisitos exigidos por la autoridad de aplicación. En febrero de 2021, la fundación realizó una expedición a Península Mitre en velero, que también fue denunciada por las ONG locales. La Asociación Civil Península Mitre critica a la fundación y a los hermanos Azulay por no respetar los procesos históricos. La Fundación Rewilding el 20 de diciembre de 2018 presentó un proyecto de ley de Área Protegida para Península Mitre en conjunto con el gobierno provincial y asociaciones civiles.

#### Prohibición de acceso a la costa de Chubut zona Camarones
La Fundación Rewilding Argentina ha estado en el centro de la controversia en varias ocasiones, tanto en la provincia de Chubut como en Tierra del Fuego. En Chubut, la fundación ha sido objeto de críticas por restringir el acceso a las costas y establecer su propio sistema de peaje, afectando a más de 25 familias que dependen de la recolección de algas y la pesca artesanal para su sustento. Nancy Tobio, una pescadora artesanal, es una de las denunciantes más destacadas que ha sido privada de su derecho a trabajar debido a estas restricciones. Además, la fundación ha iniciado una campaña para erradicar tradiciones locales, como la Fiesta del Salmón, a través de la distribución de folletos con mensajes conservacionistas.

#### Matanza de 400 conejos
Según Fernando Pegoraro, subsecretario de Gestión Ambiental de la provincia de Chubut, la Fundación Rewilding Argentina erradicó más de 400 conejos en las costas de Camarones, alegando que estos animales generan un «desequilibrio en el ecosistema». Sin embargo, especialistas como Víctor Fratto, licenciado en Gestión Ambiental, cuestionaron el método de envenenamiento utilizado para esta erradicación, advirtiendo que podría tener efectos secundarios en otros animales del ecosistema.
Además de la erradicación de conejos, la fundación también ha sido sumariada por el gobierno provincial por la construcción de "domos no autorizados" en las Islas Valdés, Tova, Tovita y Gaviota, como parte de un proyecto denominado "Erradicación del conejo de las Islas Valdés, Tova, Tovita y Gaviota, del Parque Interjurisdiccional Marino Costero Patagonia Austral". Según Pegoraro, estas construcciones no están permitidas y la fundación no tiene propiedad sobre esas islas. El Ministerio de Ambiente podría llegar a multar a la fundación por estas infracciones.

#### Sospechas de apropiación territorial en Chubut por la compra de campos
Julio Cittadini, un productor agropecuario con campos cerca de Punta Tombo, ha expresado sus sospechas sobre la compra de grandes extensiones de tierras en Chubut por parte de una fundación ultra ecologista de origen norteamericano. Según Cittadini, detrás de estas compras podría haber un plan a largo plazo, de "20 o 30 años", para apropiarse del territorio. El productor advirtió sobre este problema durante años y celebra que la Sociedad Rural de Camarones también haya tomado nota de esta situación. 